# Цыгане
Цыга́не (распространённое самоназвание — рома, ед. ч. ром) — этническая группа или народ, в основном проживающий в Европе; проживают также в Азии, Северной Африке, Северной и Южной Америке и Австралии. Происходят из северной Индии. Большинство цыган говорит на той или иной форме цыганского языка, тесно связанного с современными индоарийскими языками северной Индии, а также на основном языке конкретной страны проживания или языке окружающего населения. Верующие в Центральной и Западной Европе, Америке и Австралии — в основном католики и протестанты, на Балканах, в Азии и Африке — в основном мусульмане-сунниты, в Восточной Европе, включая Россию и Румынию — в основном православные.
Предполагается, что группы предков цыган покинули Индию в результате неоднократных миграций; цыгане проживали в Персии к XI веку, в Юго-Восточной Европе — к началу XIV века, и в Западной Европе — к XV веку. Первые сведения о цыганах в России относятся к XVIII веку. Ко второй половине XX века цыгане расселились на все обитаемые континенты. Родственные европейским цыганам группы проживают также в странах Ближнего Востока.
Численность цыган в мире, по разным оценкам, составляет от 12 до 18 млн человек, в том числе в Центральной, Юго-Восточной и Восточной Европе — 7—8 млн человек. Таким образом, это одно из самых многочисленных этнических меньшинств в Европе.
Распространённое самоназвание цыган — ром, рома, хотя используются и другие этнонимы: синти, мануш («люди»), кале («чёрные») и др. В качестве обобщающего названия на политическом уровне для всех европейских цыган используется обозначение рома.
На цыганскую культуру оказали существенное влияние культуры других народов, однако сложившиеся цыганские традиции составляют краеугольный камень цыганской идентичности. Предпринимался ряд попыток конструировать национальную идеологию цыган, например, концепция «безгосударственной нации».
Культурные и социальные отличия цыган от окружающего населения, а также распространённые в обществе мифы о цыганах являются причинами высокого уровня антицыганизма. 
Изучением цыган занимается цыганология (цыгановедение).

## Этнонимы

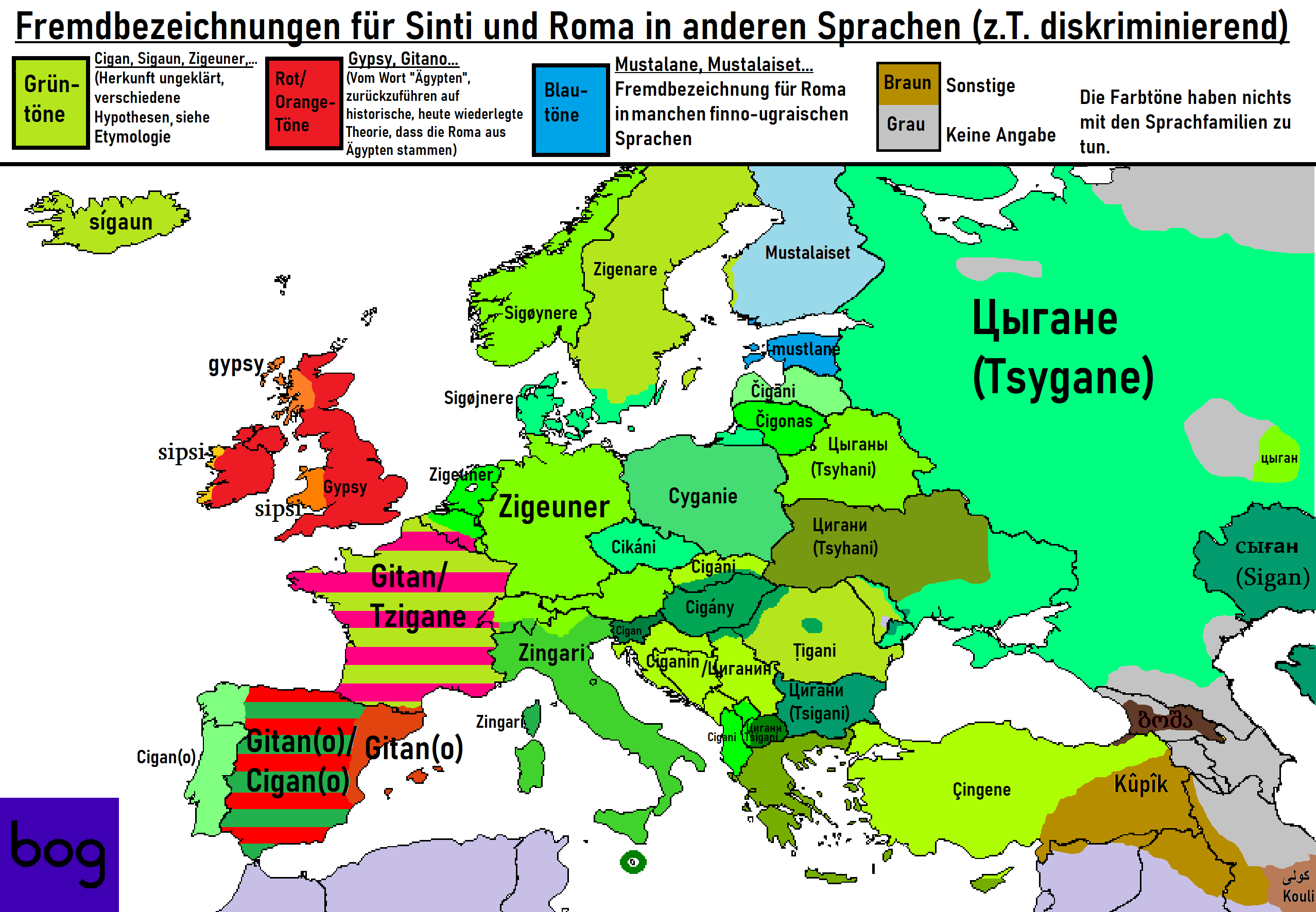
Экзоэтнонимы цыган в европейских языках

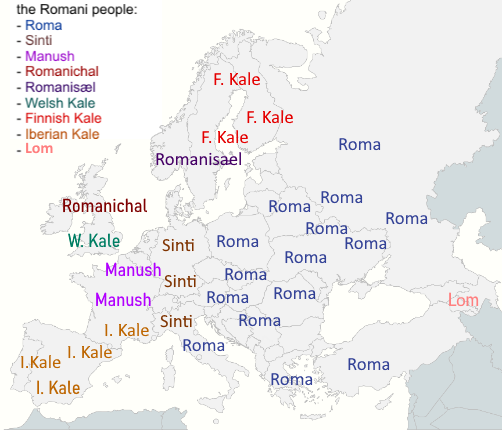
Самоназвания цыган

Наиболее распространённое самоназвание цыган, вынесенное ими из Индии — ром или рома у европейских цыган, дом у цыган Ближнего Востока и Малой Азии, лом — у цыган Армении. Все эти названия восходят к индоарийскому d’om с первым церебральным звуком. Церебральный звук, условно говоря, представляет собой нечто среднее между звуками «р», «д» и «л».
По другой версии, ром происходит от ромеи — византийцы.
Происхождение названия цыгане как экзонима (то есть со стороны окружающего населения) условно возводится к XI веку, к «Житию святого Георгия Афонского» (датировано 1100 годом, описывает события 1054 года). Условно, так как ряд историков высказывает сомнения в том, что под упомянутыми в документе атцинганами (от греческого αθίγγανος, ατσίγγανος — «неприкасаемый») подразумеваются предки современных цыган, а не одна из еретических сект того времени. В любом случае, в дальнейшем это название закрепилось как одно из распространённых обозначений европейских цыган.
Англичане традиционно называли их Gypsies (от Egyptians — «египтяне»), испанцы — gitanos (также от Egiptanos — «египтяне»), французы — bohémiens («богемцы», «чехи»), gitans (искажённое исп. gitanos) или tsiganes (заимствование от греч. τσιγγάνοι, цинга́ни), немцы — Zigeuner, итальянцы — zingari, голландцы — zigeuners, венгры — cigány или fáraók népe («фараоново племя»), крымские татары — çingene, азербайджанцы — qaraçılar («чёрные»), грузины — ბოშები (бошеби), мингрелы — ჩაჩანეფი (чачанефи), армяне — Գնչուներ (гнчунер), боша, финны — mustalaiset («чёрные»), казахи — долы, сығандар, узбеки — люли, сигонлар, баски — erromintxela, ijitoak; албанцы — jevgjit («египтяне»); евреи — צוענים‎ (цо’ани́м), от названия библейской провинции Цоан в Древнем Египте; персы — کولی (коли́); литовцы — čigonai; латыши — čigāni; болгары — цигани; эстонцы — mustlased (от эст. must — чёрный). В настоящее время всё большее распространение в различных языках получают этнонимы от самоназвания части цыган, рома́ (англ. Roma, чеш. Romové, фин. romanit и др.).
Таким образом, во внешних по происхождению названиях цыганского населения преобладают три:
- отражающие ранние представления о них как о выходцах из Египта;
- искажённые версии византийского прозвища атсинганос (в значении «гадатели, маги»);
- обозначения «черноты», тёмной кожи как отличительной особенности внешности словами на разных языках (одно из самоназваний цыган — кале — тоже означает «чёрные»).

## Этнологическая характеристика

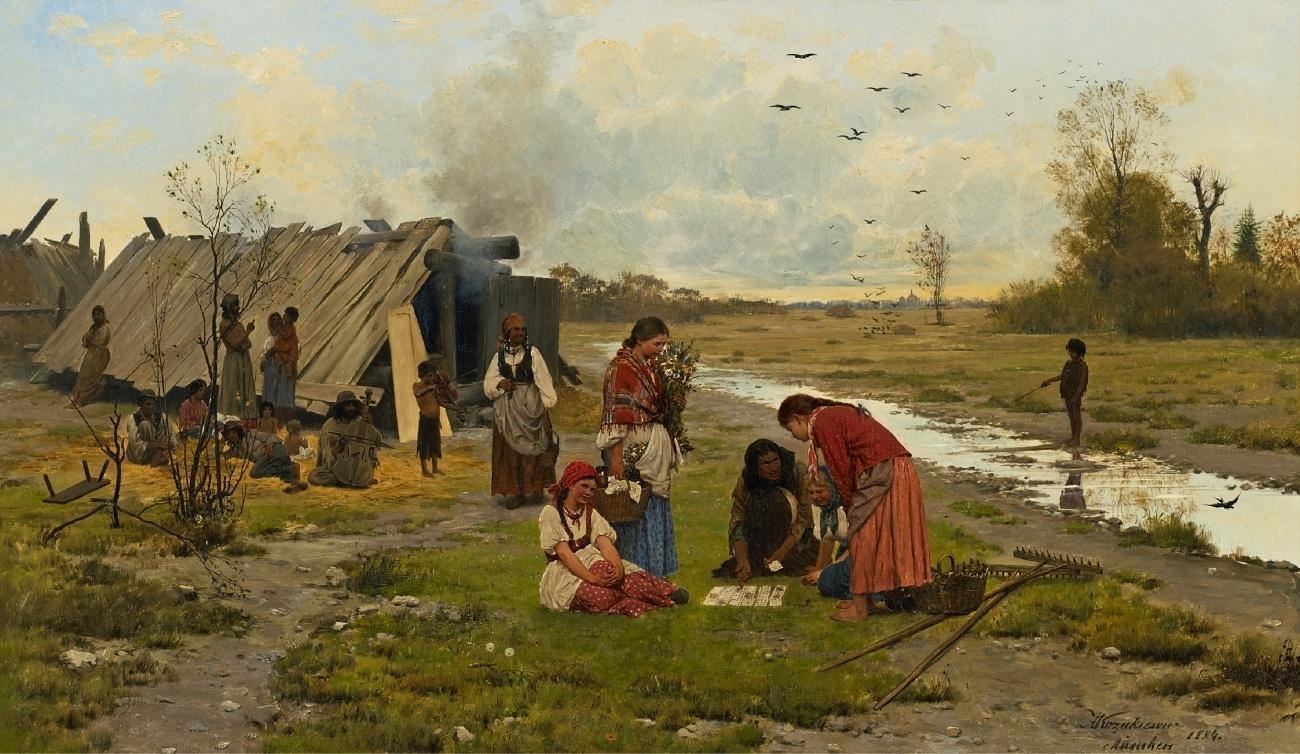
Гадание по картам, Польша, Антони Козакевич, 1884

По мнению цыгановеда Л. Н. Черенкова, цыгане не могут быть квалифицированы как диаспора, то есть народ, рассеянный за пределами своей исторической родины. Цыгане представляют собой полноценный этнос, формированию которого способствовали как этнические, так и профессиональные факторы.
Этнологи-цыгановеды Е. А. Марушиакова и Веселин Попов (Болгария) определяют цыган как МЕГРЭО — межгрупповое этническое образование. Это обозначение характеризует особенности мозаичного расселения цыганских групп среди населения разных стран и связанные с этим особенности формирования их современных идентичностей.
По мнению Н. В. Бессонова, цыгане Европы (народ, проживающий на её территории около 800 лет) являются европейским национальным меньшинством и должны считаться одним из коренных европейских народов.
Цыгановеды Л. Н. Черенков и Стефан Ледерих отмечали, что, вопреки распространённому стереотипу, бо́льшая часть цыган всегда жила оседло. Эпитет «кочевое племя» является лишь романтичным клише. По данным статистики и исторических источников, концентрация цыган была и остаётся наиболее высокой в Восточной Европе и на Балканах, в регионе, для которого характерен оседлый образ жизни. Цыгане проживали в отдельных посёлках и особых городских кварталах (махалах). Цыгане карпатской «метагруппы» в обозримом прошлом вовсе не кочевали.
Цыганский термин гаджо, «не-цыган», является исконно индийским. Первоначальная форма — гавджа. В современных цыганских диалектах слово гав означает деревню, на основании чего предполагается происхождение термина, который стал основой антитезы «ром — гаджо». Гав-джа в начальном значении — «житель деревни», «крестьянин». Предположительно, предки цыган вели кочевую или полуоседлую жизнь. В этот период появилось противопоставление оседлым земледельцам.
Черенков и Ледерих также указывали, что выпрашивание милостыни в качестве промысла характерно только для маргинальных цыганских групп, которые утратили язык и старинные традиции.
К числу основных традиционных занятий принадлежат ремесло и торговля. Развитыми ремёслами являются кузнечество (в частности, были распространены посёлки кузнецов), ювелирное и лудильное мастерство, изготовление металлической посуды. Начиная со Средневековья цыгане занимались также дрессировкой животных — мужчины (заклинание змей и вождение медведя, которым были заняты отдельные группы — урса́ры, от рум. urs — «медведь») и гаданием — женщины.
В традиционной культуре имеет место патрилинейный род, который включает до 800 человек. В среде синти этот род именуется штама, в среде кэлдэраров и кишинёвцев — вица, русскими цыганами — родо, крымскими — чанг, тухумя. У кочевых групп община представляет собой кочевой табор, включающий до 25 кибиток или шатров, который возглавляет вожаком; решение спорных вопросов осуществлял суд пожилых мужчин (сэндо, крис). Доход разделялся между всеми членами общины, в том числе неработоспособными. Иногда сохраняются большие семьи. Семейный уклад является строго патриархальным. Имеют распространение такие обычаи, как взаимопомощь и гостеприимство, сватовство (включая колыбельный сговор), обмен дочерьми, брачный выкуп и умыкание.
В областях наиболее плотного расселения и сохранения общинных традиций руска рома сохраняют в наибольшей степени соционормативные основы своей традиционной культуры, в первую очередь этнический суд. Семьи руска рома, имеющие давние традиции оседлости, занимаются разведением домашнего скота и огородничеством. В советский период работали в колхозах. Не считая сэрвов, у русских цыган раньше и сильнее других этнических групп проявился распад традиционной социальной организации, что выразилось, в частности, в укорочении родовой памяти с 10 до 3—4 поколений. У руска рома встречается наибольшее количество семей, хорошо интегрированных в русскую культуру, и лиц, имеющих среднее профессиональное и высшее образование, что, однако, остаётся нечастым явлением. В большей степени распространено использование письменных форм коммуникации, чтение печатной продукции.
В некоторых регионах Европы, в особенности на западных её окраинах (Великобритания, Пиренейский полуостров), цыганоязычные общины отказались от своего языка в пользу языка большинства населения, но сохранили лексику, производную от цыганской, в качестве способа идентификации, внутригруппового кода. Такие коды — например, Angloromani (Великобритания), Caló (Испания) или Rommani (Скандинавия) — обычно рассматриваются как парацыганские.
Цыгане в качестве сообщества в настоящее время формируют собственный национальный нарратив на уровне отдельных стран и в международном плане.

## Региональные этнические группы

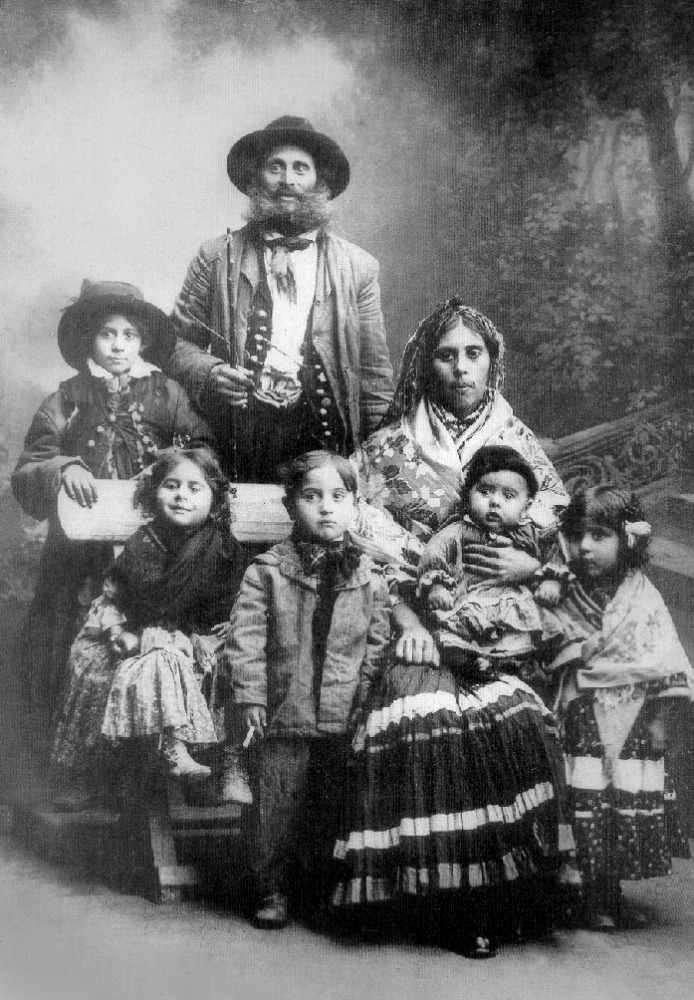
Кэлдэрарская семья. Фото начала XX века

Региональные группы Западной и Центральной Европы включают:
- кале́, самоназвание, ед. ч. кало — «чёрный»; языки преимущественно испанский и португальский; проживают в основном на Пиренейском полуострове, юге Франции, в Латинской Америке;
- мануш; преимущественно французский язык; проживают в основном во Франции;
- синти (синто, синта, по имени предводителя XV века Синдела); проживают в основном в Германии, Северной Италии, Швейцарии, Бельгии, Нидерландах, Швеции;
- польские цыгане (польска рома);
- латышские цыгане (лотвы, лотфитка рома)[1].

Региональные группы Юго-Восточной Европы:
- кэлдэрары, рум. căldărari, или котляры — «котельщики» — выходцы из Трансильвании; среди них различались локальные группы, или нэции: унгрикэ ром, сформировавшиеся в Венгрии, дободжяя — в Добрудже, молдовая — в Молдове, сербияя — в Сербии, грекуря — в Греции, мачвая — в России;
- ловари, самоназвание — ловаря, унгри — выходцы из Венгрии; в середине XIX — начале XX века кэлдэрары и ловари расселились по всей Европе и в большинстве стран Америки, а также в Австралии[1].

Цыгане Балкан — группы арлия, румелиа, фичира, джамбаза.
В России выделялись:

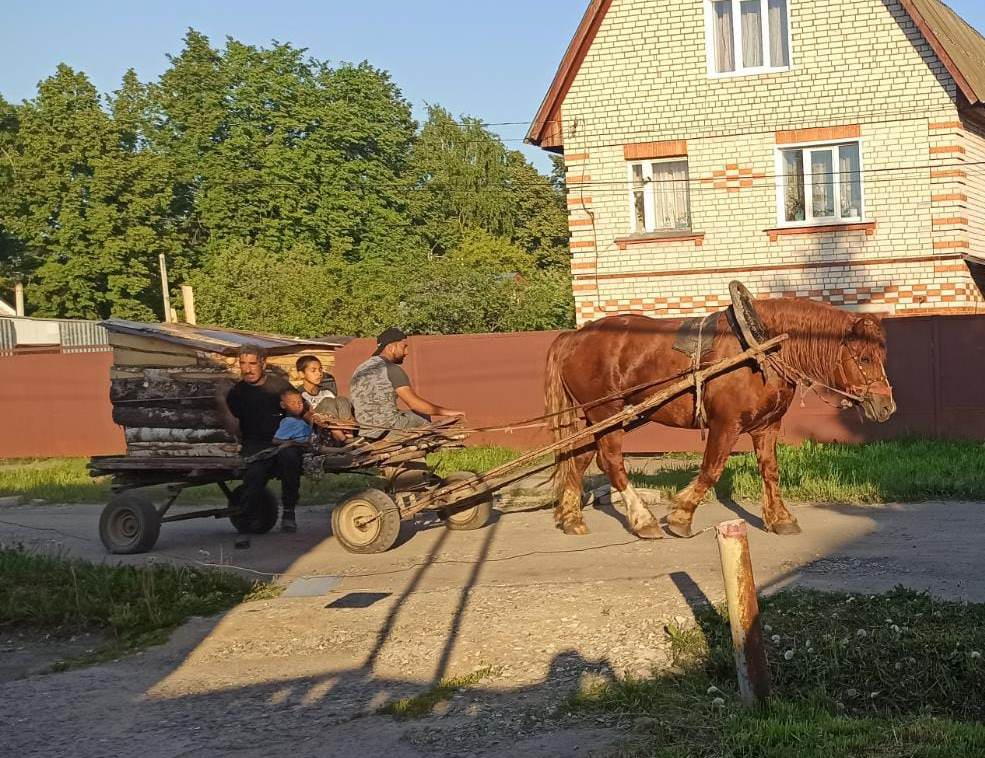
Цыгане в Ивановской области

- русские цыгане, самоназвание руска рома — потомки цыган, мигрировавших в XVIII веке из Германии и Польши; включает ряд субэтнических групп: псковска рома, смоленска рома, сибирска рома и др.);
- влахи, самоназвание влахуря — выходцы из Валахии; включают субэтнические группы: астраханские, пятигорские, ставропольские влахи и др.;
- кишинёвцы — выходцы из Молдовы; включают субэтнические группы: донские кишинёвцы, брыздяя в Центральной России и др.;
- сэрвы — от «сербы», по другой версии, — от рум. «крепостные» — выходцы с Балкан; включают субэтнические группы: поволжские сэрвы и украинские сэрвы — коваля и хохлы);
- крымские цыгане — татарские цыгане, татарче, хорахая, аюджи — «медвежатник»; самоназвания крымитика рома, крымуря[1].

В Армении и в странах Кавказа проживают две субэтнические группы цыган:
- боша и карачи; язык ломаврен.

Л. Н. Черенков и Стефан Ледерих на исторических и лингвистических основаниях объединили цыганские этногруппы Европы в четыре крупные общности: балканскую, влашскую, карпатскую и северную.
Среднеазиатские цыгане, или люли; самоназвания: мугат, джуги, гидайгар, гарибшо, гурват, мазанг.
Группа дом — цыгане арабоязычных стран и Израиля; язык домари.
Цыгане Египта и Алжира — группы нури, халаби, матакли, мирджани, масалиби, ганджари.
В Европе существует ряд этнических групп, близких по образу жизни к цыганам, однако иного происхождения — в частности, ирландские трэвеллерс, центральноевропейские ениши. Местные власти, как правило, рассматривают их как разновидность цыган, а не как отдельные этносы.

## История

### Происхождение

Исторические миграции цыган по письменным источникам

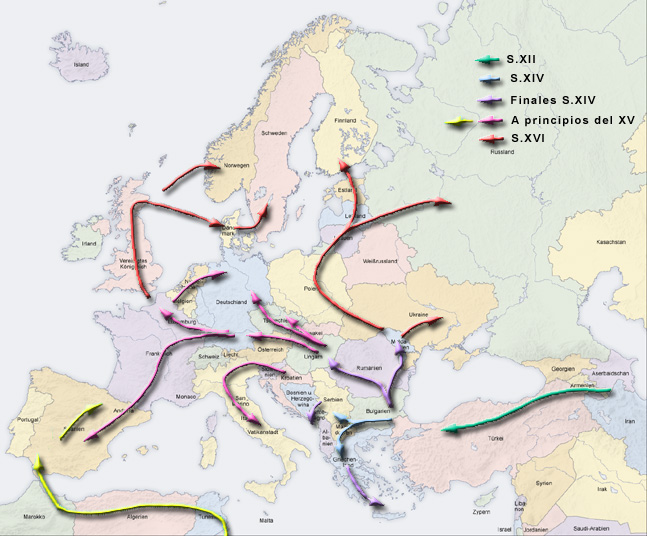
Миграция цыган в Европу

Длительное время достоверные сведения о происхождении цыган были неизвестны. В XVIII—XIX веках бытовали различные донаучные версии их истории, в которых предполагалось, что цыгане происходят из Персии, Ассирии, Северной Африки, Занзибара, с Кавказа, Дуная, из Украины или из Чехии (Богемии).
Согласно лингвистическим данным, цыгане являются потомками выходцев из Индии, мигрировавших из неё во второй или, по другим гипотезам, в первой половине 1-го тысячелетия н. э., предположительно, несколькими потоками. Исследователи считают их предками кочевые группы населения Индии — представителей каст дом, чамари, лохари, канджари, банджари.
Цыгановед Л. Н. Черенков отрицал теорию нескольких волн миграции, в рамках которой считается, что предки цыган вышли на Запад разными группами в течение нескольких веков. Если рассматривать цыганский язык без влияний европейских языков, он представляет собой язык единой этнической группы. В случае, если из Индии в разные периоды мигрировали представители касты дом, зотты и раджпуты, а затем уже в Европе смешались в цыганский народ, то каждая группа принесла бы с собой свою грамматику и лексику, чего не наблюдается. Современный романэс демонстрирует согласованность исходного наречия. Кроме того, более поздние волны при их наличии принесли бы с собой арабские заимствования (из персидских земель, завоёванных в VII веке мусульманами), чего лингвисты также не наблюдают. Путь мигрантов из Индии по территории Персии, Армении и далее прослеживается благодаря заимствованиям из местных языков. Это движение не было равномерным.

### Средние века
Позднее цыгане мигрировали через территорию Средней Азии, Афганистана, Ирана и Армении. Один поток прошёл в Египет и Алжир, расселившись на территории исламской культуры. Часть цыган к X—XI веках мигрировала в Византию, где они приняли христианство и сформировали общее самосознание. В XII—XIII веках цыгане распространились на Балканах.
В византийских источниках начала XIII века упоминаются некие атцингане (греч. αθίγγανος, ατσίγγανος — «неприкасаемый») — «волшебники … которые вдохновлены сатанинским искусством и делают вид, что предсказывают неизвестное».

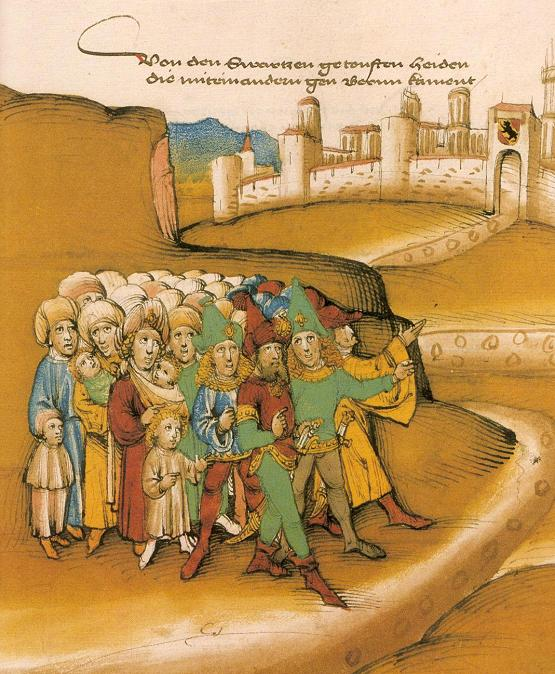
Первое прибытие цыган за пределами Берна в XV веке, описанное летописцем как getoufte heiden («крещёные язычники»). Цыгане изображены с тёмной кожей, в одежде в стиле сарацин и оружием (Шпицский Шиллинг, стр. 749)

Предположительно, под натиском турок-османов в начале XV века цыгане мигрировали в Центральную и Западную Европу. Впервые они появились в Южной Чехии (1411), в Базеле и Гессене (1414), в Трансильвании и Молдове (1417). Часть миграционного потока была направлена в Южную Германию (Регенсбург и Аугсбург — 1418), другая часть прошла через Прагу и Дрезден (1418) в Гамбург, Любек и Росток и направилась к Мецу и Страсбургу, Парижу (1427), мигрировала в Англию (1430) и Шотландию (1500). Другая часть прошла через Северную Италию к Риму (1422), часть — через Савойю и Южную Францию на территорию Испании (1425). Предположительно, цыгане мигрировали через территорию Европы и раньше, поскольку в Англии проживают сходные группы — тинкеры («лудильщики»). В начале XVI века цыгане мигрировали в Швецию и Великое княжество Литовское.
В процессе расселения по Европе цыгане распространяли миф о том, что они являются паломниками, подвергающимися притеснениям христианами, которые пришли из «Малого Египта». Вероятно, речь шла о Южной Греции, однако благодаря этому их долгое время считали египтянами (ср. экзоэтнонимы цыган англ. Gypsies — «египтяне», венг. Fáraók népe — «фараоново племя»). Предполагается, что миф о цыганах как о притесняемых христианах обеспечил им покровительство папы римского.

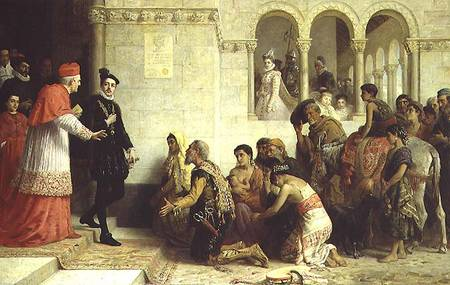
Эдвин Лонг, «Просители. Высылка цыган из Испании», 1872

Позднее образ жизни, связанный с гаданием и попрошайничеством, а также культурные различия с местным населением вызвали развитие антицыганских мифов, а затем и дискриминацию и гонения против них. С конца XV века государства Европы начали принимать антицыганские законы. Первыми стали Испания (1482) и Германия (1498).
С конца XV века в Дунайских княжествах упоминается обращение рома в рабство, в основном военнопленных. В этих странах было разработано обширное законодательство, классифицировавшее рома по различным группам в соответствии с их задачами в качестве рабов.

### Новое время
К XVI веку многие цыгане, жившие в Центральной и Восточной Европе, работали музыкантами, мастерами по металлу и служили солдатами.
В 1504 году антицыганский закон был принят во Франции, в 1530 — в Англии, в 1536 — в Дании, в 1541 — в Шотландии, в 1549 — в Чехии, в 1588 — в Польше, в 1637 — в Швеции.
По мере расширения Османской империи жившие в ней цыгане низводились на самую низкую ступень социальной лестницы, поскольку считалось, что они «не имели никакой явной постоянной профессиональной принадлежности».
В XVI веке в королевской Венгрии во время турецкой оккупации власть вела строгую антицыганскую политику, поскольку цыгане считались подозрительными как турецкие шпионы или предатели. Они были изгнаны из многих мест и всё чаще переходили к кочевому образу жизни.
В 1538 году антицыганские законы были изданы в Моравской марке. В 1541 году после серии пожаров в Праге король Чехии Фердинанд I приказал изгнать цыган из своего королевства.
В 1545 году Аугсбургский рейхстаг объявил, что «тот, кто убьёт цыгана, не будет виновен в убийстве». Последующее массовое истребление цыган, имевшее место по всей Священной Римской империи, позже побудило правительство «запретить утопление цыганских женщин и детей».
В Англии Цыганский акт (Egyptians Act) 1530 года запрещал въезд в страну цыганам и требовал от тех цыган, которые проживали в стране, покинуть её в течение 16 дней. Невыполнение этого требования могло привести к конфискации имущества, лишению свободы и депортации. Акт 1530 года был дополнен Цыганским актом 1554 года, который предписывал цыганам отказаться от своей «порочной, праздной и нечестивой жизни и общества» и перейти к оседлому образу жизни. Согласно толкованию акта Тайным советом тех, кто не переходил к оседлости, дозволялось казнить «в назидание другим».
В 1660 году Людовик XIV запретил цыганам проживать во Франции.
В 1710 году Иосиф I, император Священной Римской империи, издал указ против цыган, согласно которому «всех взрослых мужчин следует вешать без суда, а женщин и молодых мужчин — сечь и изгонять навсегда». Кроме того, в Королевстве Богемия мужчинам-цыганам следовало отрезать правое ухо; в Моравской марке — левое ухо. В других частях Австрии им выжигали на спине клеймо в форме виселицы. Эти увечья позволяли властям установить цыган во время их второго ареста. Указ поощрял местных должностных лиц организовывать охоту на цыган через взимание штрафа в размере 100 рейхсталеров с тех, кто этого не выполнял. Любой, кто помогал цыганам, наказывался принудительными работами на срок полгода. Результатом стало массовое истребление цыган по всей Священной Римской империи. В 1721 году Карл VI внёс в указ поправки, предписывавшие казнь взрослых женщин-цыганок и изъятие детей в приюты «для обучения».

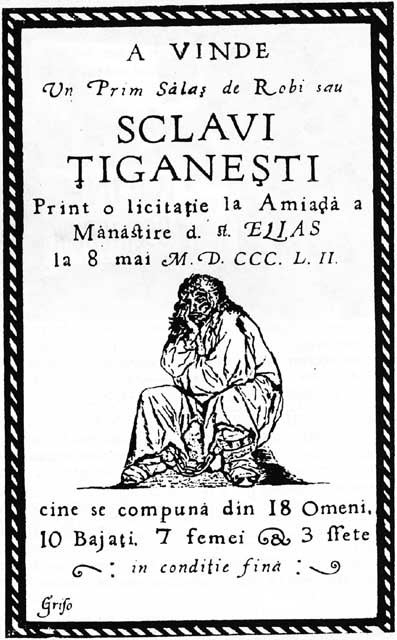
Печатное объявление о продаже цыган-рабов на аукционе. Бухарест, Валахия, 1852 год: «Монастырём св. Илии на продажу выставлен первый лот цыган-рабов, 8 мая 1852 года, состоящий из 18 мужчин, 10 мальчиков, 7 женщин и 3 девочек: в прекрасном состоянии»

В 2007 году правительство Румынии учредило комиссию по изучению рабства цыган в XVIII—XIX веках, которыми владели князья, местные землевладельцы и монастыри. Эта официально легализованная практика была впервые задокументирована в XV веке. Рабство цыган было объявлено вне закона в румынских княжествах Молдавия и Валахия около 1856 года.
В 1774 году Мария Терезия, эрцгерцогиня Австрии, издала указ, запрещающий браки между цыганами. Если цыганка выходила замуж за нецыгана, ей необходимо было предъявлять доказательства «прилежного домашнего хозяйства и знакомства с католическими принципами»; мужчина-цыган «должен был доказать свою способность обеспечивать жену и детей»; «цыганские дети старше пяти лет должны были быть изъяты и воспитаны в нецыганских семьях».
В России в 1783 году цыгане были отнесены к государственным крестьянам, но им было позволено приписывать себя к любому сословию. Как пример сравнительно хорошего положения цыган иногда приводится историческая ситуация в России. В Российской империи цыгане не преследовались по национальному признаку, существовало богатое цыганское купечество, городские цыгане роднились с дворянскими семьями, включая царскую семью. Русская литература восхищалась «цыганской свободой» и национальным характером. Кочующие цыгане часто зимовали в крестьянских домах.

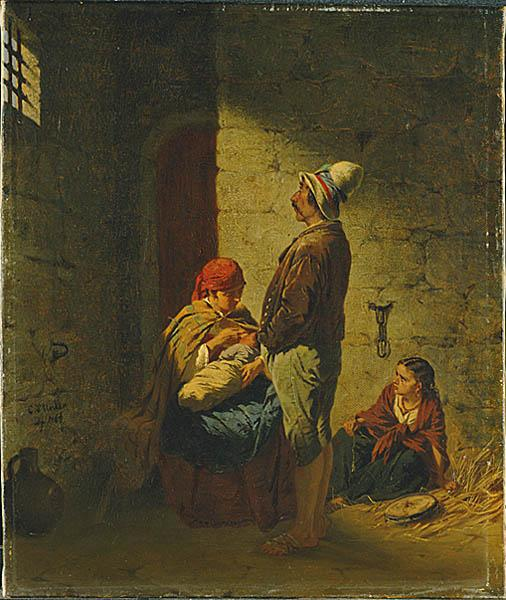
Цыганская семья в тюрьме, 1864. картина Карла д’Ункера. Моделью послужила настоящая семья заключённых в Германии

В 1866 году в США во время дебатов в Конгрессе по поводу принятия Четырнадцатой поправки к Конституции, которая должна была ввести предоставление гражданства любому лицу, родившемуся на территории США, было высказано возражение, что в результате этого гражданство получат цыгане и другие группы, которые некоторые считали нежелательными. Однако поправка была принята.
Правительства регулярно ссылались на мелкие кражи, совершаемые цыганами, в качестве оправдания их контроля и преследования. В 1899 году в Мюнхене под руководством Альфреда Дильмана была создана Разведывательная служба по вопросам цыган. Служба каталогизировала данные по цыганам всех немецкоязычных земель. Результаты были опубликованы в «Цыганской книге» («Zigeuner-Buch») Дильмана 1905 года, которая позднее использовалась в качестве оправдания геноцида цыган. Он описал цыган как «чуму» и «угрозу», но при этом почти все названные в книге «цыганские преступления» заключались в нарушении границ владений и краже продовольствия. Официально служба действовала до 1970 года.
В 1912 году в Германии был создан националистический Германский орден, члены которого считали его началом «ариогерманского религиозного возрождения» в деле создания «расово чистой» германской нации, откуда требовалось исключить «паразитические и революционные элементы (евреев, выродков и цыган)». Германская нация, по их мысли, должна была править «низшими расами». В качестве символов организации использовались рунические знаки и левосторонняя свастика.

### Новейшее время
В XX веке цыгане больше интегрируются в общество, в частности, участвуют в выборах.
В СССР цыгане имели доступ к образованию и трудовым местам. Было востребованным и популярным цыганское искусство, от сельского клуба до правительственного концерта в Кремле. Сформировалась цыганская интеллигенция, получившая международное признание. В 1920—1930-е годы в СССР был принят ряд постановлений, направленных на переход цыган к оседлому образу жизни. Создавались цыганские колхозы. В Москве, Ленинграде и ряде других городов действовали цыганские школы. Работал Цыганский педагогический техникум.
В 1925 году в СССР цыганскими активистами был поднят вопрос создания цыганской автономии. Руководство Всероссийского союза цыган неоднократно ставило вопрос создания цыганского национального района, который должен развиться до цыганской автономной республики. В рамках обсуждении проекта Конституции 1936 года поднимался вопрос создания цыганской национальной советской республики. Идея создания цыганской территориальной автономии в те годы получила некоторую поддержку кочующих цыган. В 1936 году совещание Советом Национальностей ЦИК СССР было принято решение начать подготовительную работу в направлении создания цыганской автономии. Было издано соответствующее Постановление Президиума ВЦИК. Проводились комплексное обследование мест возможного национального образования в Западно-Сибирском крае, а также ряд других подготовительных работ. Рассматривалось несколько территорий в регионах Поволжья, Урала и Сибири. Организованный в Куйбышевском крае цыганский колхоз «Нэви бахт» («Новое счастье») предполагался как база для цыганского района. Смена курса советской национальной политики в 1937 году и отказ от районирования по национальному признаку отменили планы по созданию цыганской автономии.
К лету 1933 году десятки цыганских таборов сосредоточились в окрестностях Москвы в поисках пропитания. Летом 1933 года органы ОГПУ провели массовую депортацию кочующих цыган из окрестностей Москвы, что проводилось в рамках общих действий властей по «зачистке» столицы и крупных городов от «нежелательного антисоциального и деклассированного элемента». Основанием стало Постановление СНК СССР от 20 апреля 1933 года об организации трудовых поселений. В рапорте на имя Генриха Ягоды от 10 июля 1933 года его автор Израиль Плинер, занимавший тогда пост помощника начальника ГУЛАГа НКВД СССР, называл депортированных «иностранными цыганами».
С конца 1930-х до 1970-х годов в СССР научное изучение цыган было под фактическим запретом.
В нацистской Германии и во время Второй мировой войны в других странах Европы, оккупированных Германией, был осуществлён геноцид цыган, в результате которого нацистами и их пособниками уничтожено от 0,5 до 1,5 млн человек.  В годы Великой Отечественной войны Советская армия и партизаны спасали цыганский народ от истребления немецкими нацистами и их пособниками.
В 1956 году СССР принял закон о запрете кочевого образа жизни. Позднее такие законы были приняты в других странах соцлагеря. Все эти меры способствовали включению цыган в современное общество.
8 апреля 1971 года в Лондоне состоялся Первый всемирный цыганский конгресс, на котором присутствовали делегаты из 30 стран. В том же году в Лондоне был создан Международный союз цыган (International Romani Union). Главными итогами конгресса стало самоопределение цыган — признание себя единой нетерриториальной нацией и принятие цыганских национальных символов: флага и гимна; был учреждён Международный день цыган — 8 апреля.
В Испании при режиме Франко (1936—1975) цыганам запрещалось занимать определённые рабочие места и собираться в группы более четырёх человек.
В 1989 году создано Московское цыганское культурно-просветительное общество «Романо кхэр» («Цыганский дом»). Затем возникли другие цыганские организации. В 1999 году создана общероссийская общественная организация «Федеральная национально-культурная автономия российских цыган».
В 1995 году при ОБСЕ организован Контактный пункт по проблемам рома и синти. В 1996 году при Совете Европы создана группа специалистов по проблемам цыган и кочевников. В ноябре 2004 года был организован Европейский форум цыган и кочевников (European Roma and Travelers Forum).
С конца XX века в результате политических и экономических изменений происходит рост миграции цыган в Западную Европу и Россию (из других стран бывшего СССР), сопровождаемый усилением антицыганизма, что в совокупности привело к маргинализации цыган.
В 2010 году правительство Франции осуществило депортацию цыган. Эта акция вызвала различную реакцию политиков, журналистов и обывателей. Франция объясняет свои действия возросшим числом преступлений, совершаемых цыганами, которые в основном приезжают не работать, а промышлять попрошайничеством, воровством и наркоторговлей. Французское правительство осуществило депортацию румынских цыган на родину, мотивируя это тем, что они жили в нелегальных поселениях. Европейский союз осудил действия французских властей, отметив, что рома являются крупнейшим этническим меньшинством в Европе, где проживают от 10 до 12 миллионов представителей этого народа, из них около 8 миллионов — в странах Евросоюза. Отмечается, что цыгане «часто становятся жертвами насилия, расизма, дискриминации, а потому являются общественными изгоями и живут в условиях крайней бедности, не имеют доступа к медицинскому обслуживанию, образованию, сталкиваются с проблемами трудоустройства».

## Геноцид цыган

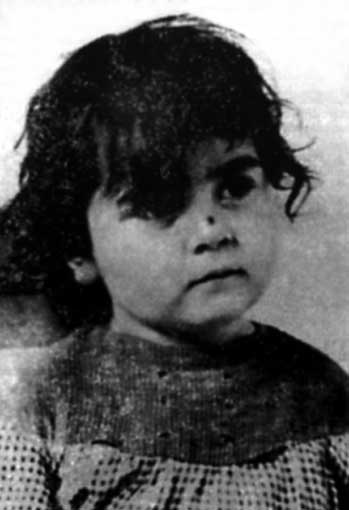
Цыганская девочка Йоханна Шмидт. Родилась в Лейпциге в 1937 году. Замучена доктором Йозефом Менгеле во время «медицинского эксперимента» 6 июня 1943 года

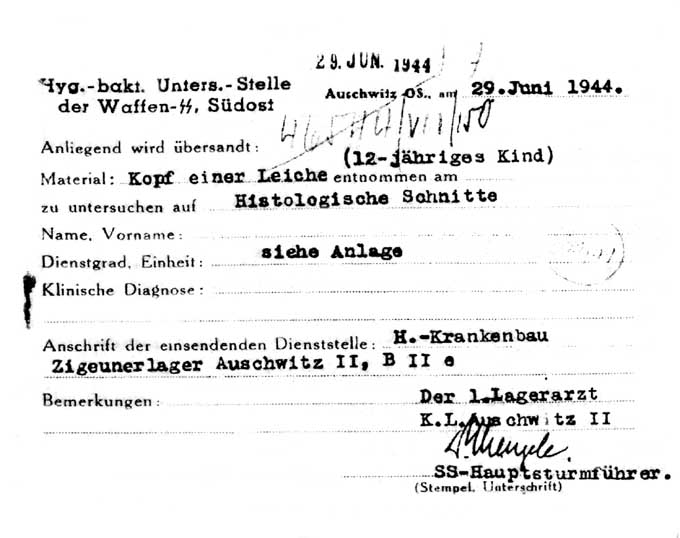
Запрос, в котором Йозеф Менгеле требует предоставить ему для «исследования» голову 12-летнего ребёнка. Из архива цыганского сектора лагеря Освенцим

Антицыганизм и преследование цыган достигли своего пика в 1935—1945 годах, когда нацисты и их пособники организовали и осуществили уничтожение от 200 тысяч до 1,5 млн цыган на территории Германии, а затем во время Второй мировой войны — и других стран Европы. Из них около 30 тысяч были гражданами СССР.
В отношении рома и синти нацистская политика определялась псевдонаучными расистскими теориями и представлением о египетском происхождении цыган. Хотя цыгане представлялись очень низкими в расовом отношении, считалось, что они имеют некоторые отдалённые «арийские» корни, которые, однако, были впоследствии «испорчены».
Согласно Нюрнбергским расовым законам 1935 года евреи лишались гражданства, у них конфисковывалось имущество, под запрет попадали их сексуальные отношения и брак с «арийцами». Эти законы также были распространены на цыган. Цыганские общины рома в Центральной и Восточной Европе были менее организованы, чем еврейские, поэтому мобильные отряды уничтожения, перемещавшиеся из деревни в деревню, как правило, оставляли мало материалов о количестве убитых цыган, хотя в некоторых случаях были получены существенные документальные доказательства массовых убийств. Реальное количество жертв геноцида установить сложно. По оценкам историков, нацистами и их пособниками было убито от 220 000 до 500 000 цыган — от 25 % до более 50 % цыганского населения Европы того времени. Более основательное исследование, проведённое Яном Хэнкоком, показало, что число погибших составляло около 1,5 миллиона.
Уничтожение началось со стерилизации цыган (вторая половина 1930-х годов). Нацисты выработали несложный способ стерилизации женщин — укол в матку грязной иглой. Медицинская помощь после этого не оказывалась, несмотря на возможные тяжёлые осложнения. Это приводило обычно к мучительному воспалительному процессу, чреватому заражением крови и смертью. Такому методу стерилизации подвергались не только взрослые женщины, но и девочки. Нацисты испытывали интерес к цыганам из-за того, что это был народ, относящийся к индоариям. Среди цыган редко, но встречались люди с голубыми глазами, в Дахау у таких цыган могли удалить глаза для изучения «непонятного феномена». В лагере смерти Дахау по указанию Г. Гиммлера был поставлен опыт над 40 цыганами по обезвоживанию организма. Ставились и другие опыты, приведшие к инвалидности или смерти подопытных.
Расовый антрополог Эва Юстин, известная исследованиями евгеники цыган, статистики их наследственных заболеваний и социальной адаптации провела эксперимент над 41 ребёнком полуцыганского происхождения, которых с самого детства воспитывали без контакта с цыганской культурой. В результате своих исследований Юстин пришла к выводу, что из цыганских детей невозможно воспитать полноценных членов немецкого общества. После завершения эксперимента все 41 ребёнок были депортированы в цыганский отсек лагеря в Освенциме, позже в лагерь прибыл доктор Йозеф Менгеле, который ставил над некоторыми из детей эксперименты, остальные были убиты в газовых камерах, в живых остались только 2 ребёнка. Менгеле ставил опыты и на других цыганских и еврейских детях, особенно на близнецах. В числе прочих экспериментов он заставлял цыганских детей прыгать с 10-метровой высоты и наблюдал, как ломаются кости и деформируется позвоночник.
С осени 1941 года на оккупированных нацистской Германией территориях СССР наряду с массовыми убийствами евреев начались массовые убийства цыган. Айнзацгруппы уничтожали встреченные на их пути таборы. Начиная с весны 1942 года уничтожались не только кочевые цыгане, но также и оседлые семьи. Несколько позже геноцид по национальному признаку дополнился акциями «антипартизанской войны». В 1943—1944 годах цыгане уничтожались вместе со славянами при сожжении «партизанских деревень», при борьбе подпольщиками в городах. Наиболее массовые истребления цыганского населения зафиксированы на Западной Украине (см. также Бабий яр), в Смоленской, Ленинградской и Псковской областях. Зарубежные исследователи считают, что на оккупированной территории СССР было убито не менее 30 тысяч цыган.
В Протекторате Богемии и Моравии в результате геноцида было уничтожено большинство носителей богемского цыганского диалекта. В конечном итоге это привело к исчезновению диалекта в 1970 году со смертью его последнего известного носителя, Ханы Шебковой. В Дании, Греции и некоторых других странах сопротивление коренного населения препятствовало запланированным депортациям и истреблению цыган. Но в большинстве завоёванных нацистской Германией государств, например, в прибалтийских странах, сотрудничество местных жителей с немцами способствовало уничтожению почти всех местных цыган. В Хорватии организованный усташами геноцид пережило лишь незначительное число цыган и евреев.
С советской стороны, во время Великой Отечественной войны из Крыма вместе с крымскими татарами были депортированы их единоверцы, крымские цыгане (кырымитика рома).
Цыгане выступили не только пассивными жертвами. Цыгане СССР участвовали в военных действиях как пехотинцы, танкисты, водители, лётчики, артиллеристы, медицинские работники и партизаны; в Сопротивлении состояли цыгане Франции, Бельгии, Словакии, Балканских стран, а также находившиеся там во время войны цыгане из Румынии и Венгрии.

## Цыганский язык

Цыганские диалекты

Цыгане говорят на цыганском языке индоиранской группы индоевропейской языковой семьи, распадающемся на ряд диалектов; обычно цыгане владеют также языками народов, среди которых живут оседло или кочуют.
Цыганский язык сложился в условиях изоляции от близкородственной индоарийской языковой среды, сохранив основной лексический фонд древнеиндоарийских языков и типологическую близость со среднеиндийскими и новоиндийскими языками.
Этнические группы цыган, пройдя разный миграционный путь, говорят на различных диалектах, в большей или меньшей степени подвергшихся влиянию окружающих языков в области лексики, фонетики и синтаксиса. Длительное пребывание на территории Византии способствовало проникновению в цыганский язык некоторых черт, общих для многих языков, распространённых на Балканах: артикль, способ выражения форм инфинитива и др.
Современные диалекты различаются по критериям фонетических и грамматических инноваций по сравнению с праязыком. В свою очередь, внутри каждой из крупных диалектных зон существуют многочисленные диалекты, различающиеся в основном лексикой (иногда и морфемами), заимствованными из языков среды проживания. Различия в заимствованной лексике и грамматических инновациях препятствуют взаимопониманию даже между цыганами одной диалектной зоны, но говорящими на разных диалектах, за исключением простых разговоров на бытовые темы.
Различаются четыре крупнейших диалектных зоны:
- северная (синти, русские рома, скандинавские цыгане, финские цыгане, прибалтийские цыгане);
- центральная (диалекты Австрии и Чехии, некоторых регионов Словакии и Венгрии)
- влашская (влахи, кэлдэрары, ловари);
- балканская (цыгане Сербии, Болгарии, Крыма);
- сэрвицкий диалект является южным (балканским) по происхождению, однако претерпел сильное влияние северо-восточных диалектов.

Ввиду интенсивной миграции цыган влашской диалектной группы (в первую очередь, кэлдэраров) их диалектная зона по территории пересекается со всеми прочими, однако наибольшую общность обнаруживает с балканской диалектной зоной. На кэлдэрарских диалектах основаны проекты наддиалектного койне — «общецыганского языка».
В 1920—1930-е годы в СССР были предприняты попытки создать литературный цыганский язык, что определялось национальной политикой раннего Советского Союза, стремившегося поддерживать культуру малых народов. В качестве основы был использован язык этнической группы русских цыган с добавлением литературных заимствований из других диалектов. Выбор, предположительно, был обусловлен наибольшей степенью ассимилированности русских цыган, многие из которых имели начальную грамотность и в большей степени были подвержены большевистской идеологии. Согласно политике большевиков, культура угнетавшихся в дореволюционное время малых народов с приходом новой власти должна была стать социалистической по содержанию, оставаясь национальной по форме. В основном на новом литературном цыганском языке издавались и рассылались по колхозам переводы марксистско-ленинистской литературы, речей Ленина, позднее Сталина, постановления партии. Также издавалось много художественной оригинальной литературы, которая изначально писалась на цыганском языке. Однако в целом масштабы этой деятельности были незначительные.
В мире, как правило, для межэтнического общения используется диалект кэлдэрари, как наиболее широко рассеянной группы, с вкраплением слов из других диалектов.

## Культура

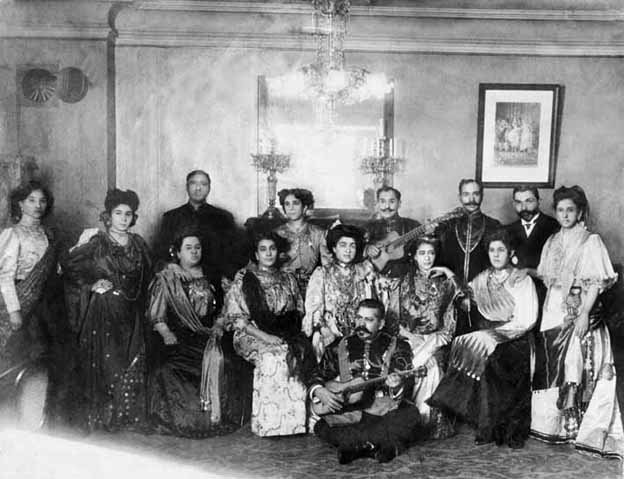
Московский цыганский хор, руководитель Иван Григорьевич Лебедев

Традиционный женский цыганский костюм включает несшитую юбку с оборкой и сильно присборенный передник (кытрынцы), кофту, характерную глубоким вырезом с целью облегчить кормление детей грудью, шаль, различные золотые и серебряные украшения.
Одним из основных занятий цыган является музыка. Репертуар включает собственные таборные песни, а также песни других народов и популярные композиции из европейской профессиональной музыки XVIII—XIX веков, которые вошли в репертуар цыганских капелл, и др. Цыгане не обладают единой музыкальной культурой, однако цыганская музыка и исполнительство обладают общими чертами: гемиольные звукоряды (венгерская, или цыганская, гамма), микротоновая мелизматика и глиссандирование, гортанная подача звука. Таборная музыка характеризуется преимущественно как вокальная одноголосная, основными жанрами являются протяжные и быстрые танцевальные песни; и на те, и на другие оказал влияние фольклор окружающих народов. Ряд заимствованных песен также считаются таборными.
Фольклор цыган Испании оказал большое влияние на формирование фламенко. В среде венгерских цыган распространены инструментальные ансамбли (применяются скрипки, цимбалы, контрабас) и жанры (вербункош, чардаш). В Молдове и Румынии обладают высоким исполнительским мастерством цыгане — лэутары.
В России в XVIII—XIX веках имели распространение так называемые цыганские хоры, поющие в русской подголосочной манере, но с сохранением характерной для таборной музыки ладовой окраски и в сопровождении гитар. Первый такой хор был создан в 1774 году по распоряжению граф А. Г. Орлова-Чесменского в Пушкино. Он получил известность как Соколовский хор, по имени своего первого руководителя, главы цыган Ивана Соколова. До настоящего времени сохраняется пение на эстраде цыганского романса. В Москве действует цыганский театр «Ромэн». К числу известных российских цыганских музыкантов принадлежат скрипач Михаил Эрденко, певец Николай Сличенко.
Цыгане являются одними из проводников распространения народных верований и обычаев, и в районах своего расселения, например, в Румынии, они являются хранителями «национальных» обычаев, танцев и других элементов традиционной культуры, которые в значительной степени исчезли из современой сельской жизни. Рома имеют богатые устные традиции, но в силу социальных условий их письменная литература сравнительно скудна.

## Религия
Цыгане в Центральной и Западной Европе, Америке и Австралии — в основном католики и протестанты, на Балканах, в Азии и Африке — мусульмане-сунниты, в Восточной Европе, включая Россию, и Румынии — православные.
Советский этнограф Лекса Мануш считал, что в цыганской лексике и поверьях можно найти значительно больше признаков, указывающих на связь с индуизмом и особенно шиваизмом. Например, для обозначения креста во многих цыганских диалектах Европы используется термин trusul (trusil, truxul, trixul), которое Мануш считал происходящим от атрибута Шивы тришулы.

## Расселение и численность

Страны со значительным цыганским населением, чел.
более 1 млн
более 100 тыс.
более 10 тыс.

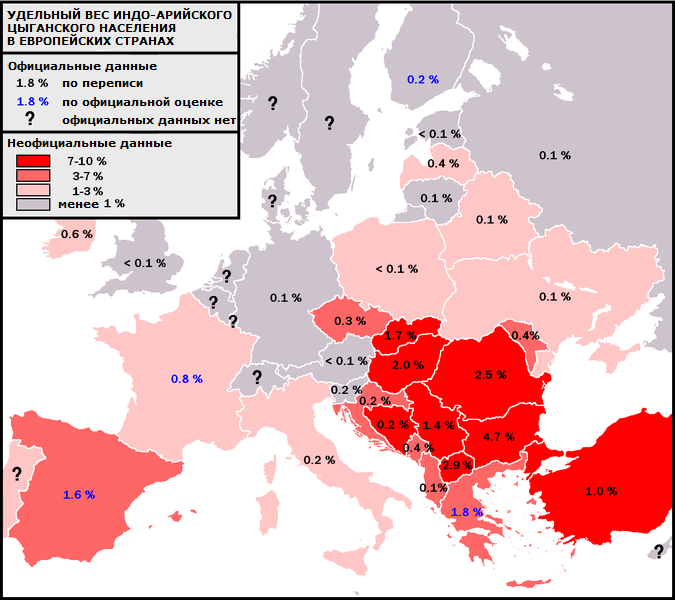
Процент цыган относительно населения стран Европы

Численность цыган в мире, по разным оценкам, составляет от 12 до 18 млн человек, в том числе в Европе около 10 млн человек (2019), из них в Центральной, Юго-Восточной и Восточной Европе — 7—8 млн человек.
Цыгане являются вторым по численности народом Венгрии (309—700 тыс. человек), третьим по численности народом Румынии (619 тыс. — 2,5 млн), Болгарии (325,3—800 тыс.), Словакии (105,7—400 тыс.) (первая цифра — данные переписей 2011 года, вторая — оценки МВД) и Украины (до 100 тыс.).
В странах Западной Европы численность цыган составляет: Испания — до 500 тыс. человек, Франция — 400 тыс., Великобритания — до 250 тыс., Италия — до 170 тыс.
В России по данным переписи 2010 года цыганами себя назвали 205 тысяч человек. По оценкам цыган в России значительно больше — до 800 тысяч человек. До 90 % цыган проживают в Европейской части страны и на Урале.

## Национальные символы

Цыганский флаг

8 апреля 1971 года в Лондоне состоялся первый Всемирный цыганский конгресс. Результатом конгресса стало признание себя цыганами мира единой нетерриториальной нацией и принятие национальных символов: флага и гимна, основанного на народной песне «Джелем, джелем». Вместо герба цыгане используют ряд узнаваемых символов: колесо кибитки, подкову, колоду карт. Такими символами обычно украшаются цыганские книги, газеты, журналы и сайты, один из этих символов обычно входит в логотипы мероприятий, посвящённых цыганской культуре.
В честь Первого Всемирного цыганского конгресса 8 апреля считается Международным днём цыган. У некоторых цыган есть связанный с ним обычай: вечером, в определённое время, проносить по улице зажжённую свечу.

## Социальные проблемы и антицыганизм

Иллюстрация во французской газете «Le Petit Journal», изображающая цыган людоедами

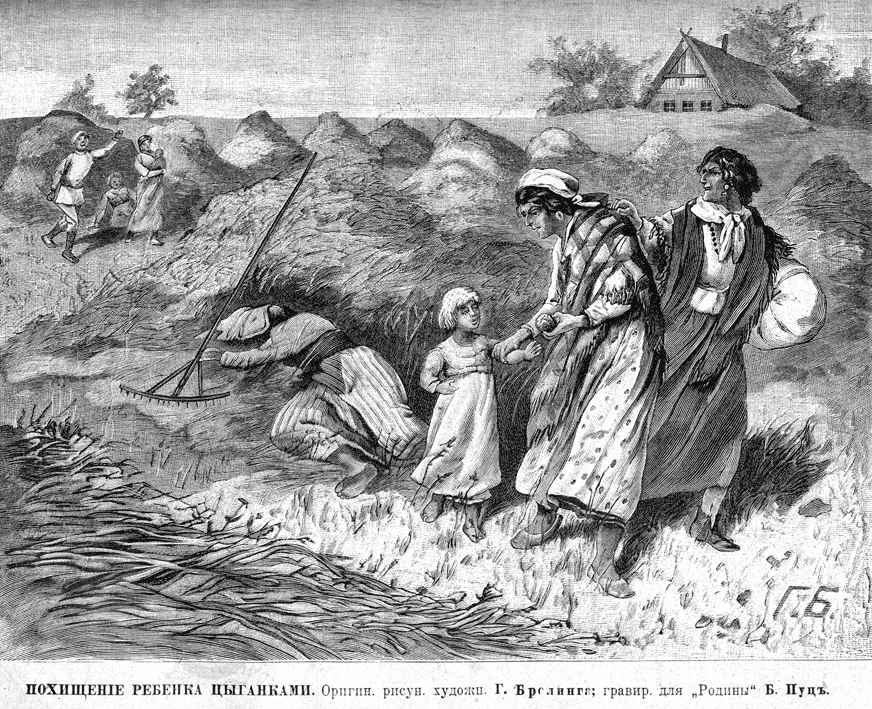
Густав Брелингг, «Похищение ребёнка цыганками»

Культурные и социальные отличия цыган от окружающего населения, а также распространённые в обществе мифологические представления являются причинами высокого уровня антицыганизма, включающего враждебность, предубеждение, неприязнь и/или ненависть по отношению к цыганам, их языку и культуре. Антицыганизм может выражаться в дискриминации или гонениях по отношению к цыганам. Цыгане являются одним из немногих народов, подвергавшихся дискриминации и гонениям на протяжении всей своей истории. В новейшее время они — одна из наиболее бесправных и дискриминируемых групп населения в Европе и России.
Антицыганизм распространён как в быту, так и в рамках идеологии национализма, в особенности нацизма, а также в ряде течений неоязычества. Многие радикальные националисты считают цыган «генетически склонными к совершению преступлений». В идеологии белого расизма они считаются генетически («расово») дефектными в результате якобы пагубных межрасовых смешений, что, по мнению расистов, является причиной их негативных качеств.
Исторически цыгане считались колдунами и людоедами.
Согласно исторически сложившемуся стереотипу, цыгане грязные и неграмотные, их язык и культура примитивны. Если речь идёт об образованном и социализированном цыгане, часто действует стереотип: считается, что он полностью ассимилирован.
Распространённым мифом является тотальная криминализированность цыган. Часто масштабы цыганской преступности и процент цыган, вовлечённых в криминальную деятельность, существенно преувеличиваются. В российских дореволюционных источниках упоминания о цыганах-заключённых встречаются лишь эпизодически. В первом послевоенном десятилетии доля цыган среди осуждённых практически соответствовала их проценту в общем населении СССР. В настоящее время в местах лишения свободы процент цыган среди заключённых также небольшой. Тем не менее, отдельные случаи преступлений, совершаемых цыганами, раздуваются СМИ, а иногда и фальсифицируются. В 2013 году проходили антицыганские демонстрации в спальном районе Май города Ческе-Будеёвице (Чехия), в связи с чем были организованы общественные слушания, на которых указывалось на высокий уровень преступности в районах проживания цыган. В ответ на это мэр города Юрай Тома заявил, что в районе Май он ниже, чем в других районах, особенно в сравнении с центром города. Идея генетической или культурной обусловленности цыганской преступности рассматривается учёными как миф. Традиционно и до настоящего времени цыгане часто обвиняются в похищении детей. Этот миф присутствует как в фольклоре, так и в искусстве. Такие литературные персонажи, как Эсмеральда, Фигаро, Пресьоса из новеллы Мигеля де Сервантеса в детстве были украдены цыганами. Известны также рассказы, статьи в журналах, комиксы, детские пьесы на эту тему. Основой для мифа послужило наличие в цыганских таборах светловолосых детей. В условиях традиционной многодетности бездетность была огромным несчастьем. Для бездетных цыган усыновить цыганского ребёнка было почти невозможно, поскольку в цыганской среде оставшихся без попечения детей практически не было, заботу об детях-сиротах брали на себя ближние или дальние родственники. По этой причине бездетные цыгане усыновляли не цыганских сирот, причём не путём похищения. Эта практика имеет место и в настоящее время. Светлые дети могут иметь и цыганское происхождение, что связано со смешением с другими народами. Миф о похищении цыганами детей воспроизводится и в современных СМИ.
Наряду с проблемами социальной интеграции цыган антицыганизм окружающего общества является одной из причин сравнительно низкого уровня жизни большинства цыган. Почти во всех странах проживания среди цыган очень высок уровень безработицы, они часто оказываются лишены социальных и пенсионных выплат, отстранены от общественно-политической жизни, мало участвуют в выборах.
Общественная коллегия по жалобам на прессу в качестве антицыганского рассматривает документальный фильм российского тележурналиста Бориса Соболева «Бремя цыган» 2016 года, показанный на государственном телеканале «Россия-1», поскольку, в частности, фильм пропагандирует стереотип об имманентной связи цыган с криминальной средой, идею о том, что весь цыганский этнос является преступным, а отдельные эпизоды фильма очерняют цыганскую творческую интеллигенцию. В фильме были выявлены манипулирования фактами, статистическими данными, мнениями и явные признаки ксенофобии.